# Бехтерский сельский совет
Бехтерский сельский совет (укр. Бехтерська сільська рада) — входит в состав
Голопристаньского района
Херсонской области
Украины.
Административный центр сельского совета находится в 
с. Бехтери
.

## Населённые пункты совета
- с. Бехтери
- с. Новочерноморье